# Kiss László (író, 1976)
Kiss László (Gyula, 1976. július 21. –) magyar író, szerkesztő, magyar-történelem szakos középiskolai tanár.

## Életpályája
Az Erkel Ferenc Gimnázium magyar-történelem szakos tanára. A Körös Irodalmi Társaság tagja. 2002 óta a Bárka folyóirat munkatársa, 2006-tól szerkesztője. Szerepelt a 2009-es KörKörös antológiában, több alkalommal a Körképben és az Év novelláiban is. 2010-ben és 2015-ben részt vett a Kikinda Short nemzetközi rövidpróza-fesztiválon Szerbiában.

### Munkássága
Első könyve 2003-ban jelent meg Szindbád nem haza megy címmel. Széppróza mellett megjelent egy irodalmi kritikákat tartalmazó kötete és egy életrajzi regénye. Írásai megjelentek angol, német, olasz, román és szerb nyelven.

## Művei
- Szindbád nem haza megy (novellák, 2003)
- Árnyas utcai szép napok (novellák, 2008)
- A térképnek, háttal (kisprózák, 2010)
- Kis és egyéb világok (kritikák, 2015)
- Ki mondta, hogy jó volt (regény, 2015)
- Outcast (2015)
- Minden nő (2018)
- Én meg az Ének (2019)
- Mi kell a boldogsághoz (novellák, 2024)
- Mindig, ha jön az este (regény, 2025)
- Kispecások kézikönvye (gyermekversek, 2025)

## Díjai
- Az Energheia Europe novellapályázatának első helyezettje (2001)
- Bárka-díj (2004)
- Móricz Zsigmond-ösztöndíj (2007)
- Tiszatáj-jutalom (2008)
- NKA-ösztöndíj (2018)